# 梅国强
梅国强（1939年3月—2025年7月7日），男，湖北黄陂人，中国中医学家，湖北中医药大学主任医师、教授，第三届国医大师。